# Ясуда (Коті)
Ясу́да (яп. 安田町, やすだちょう, МФА: [jasuda t͡ɕoː]?) — містечко в Японії, в повіті Акі префектури Коті.  Отримало статус містечка 1925 року. Площа становить 52,30 км². Станом на 1 липня 2012 року населення складало 2869  осіб, густота населення — 54,9 осіб/км².   

## Демографія
Згідно з даними перепису населення Японії, населення Ясуда стрімко скорочується з кінця 50-х, початку 60-х років. Станом на 1 жовтня 2020 року становило 2370 осіб. З яких чоловіків — 1144 осіб, жінок — 1226 осіб. Густота населення — 45,26 осіб/км².

## Галерея

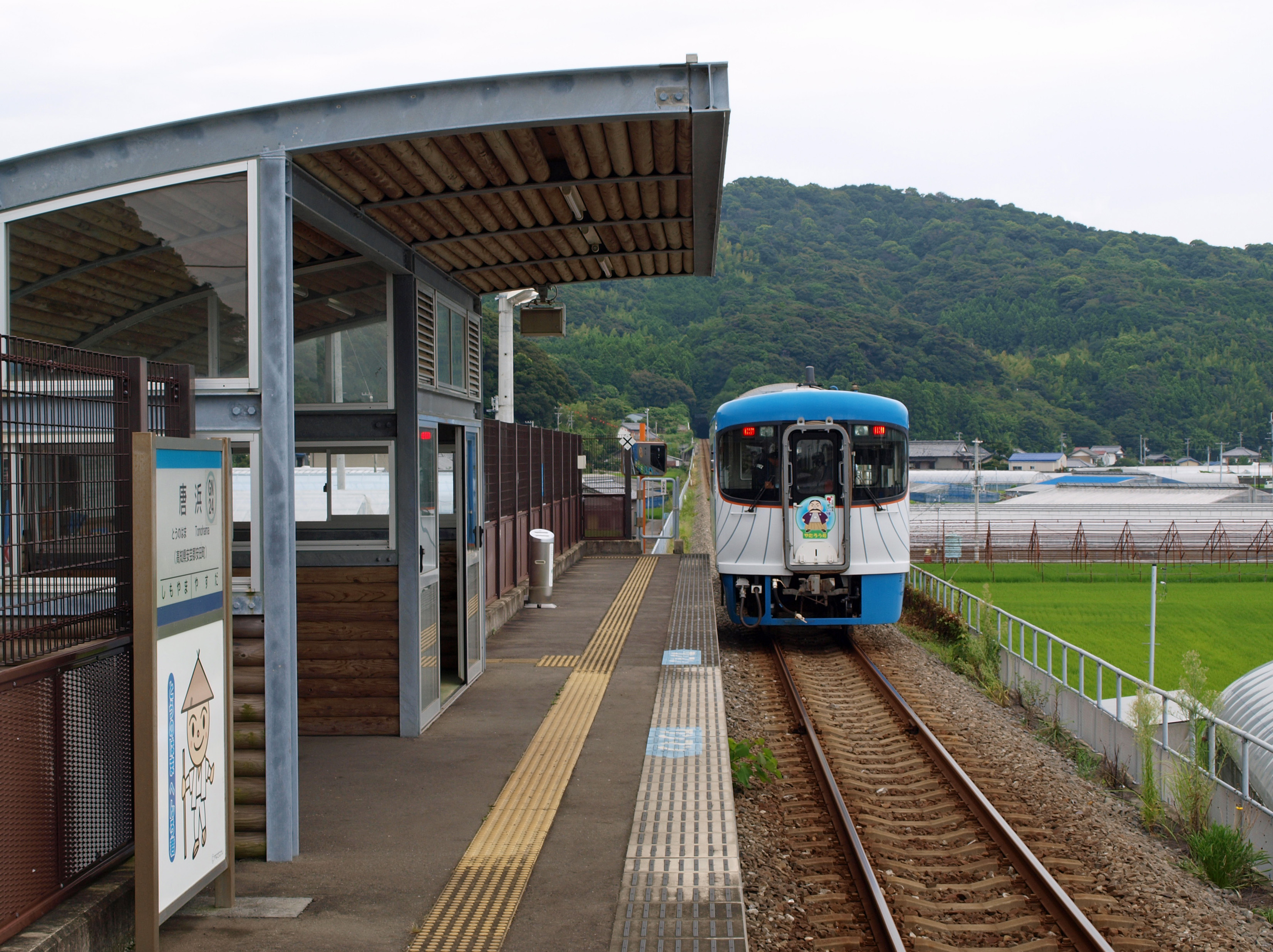
Залізнична станція
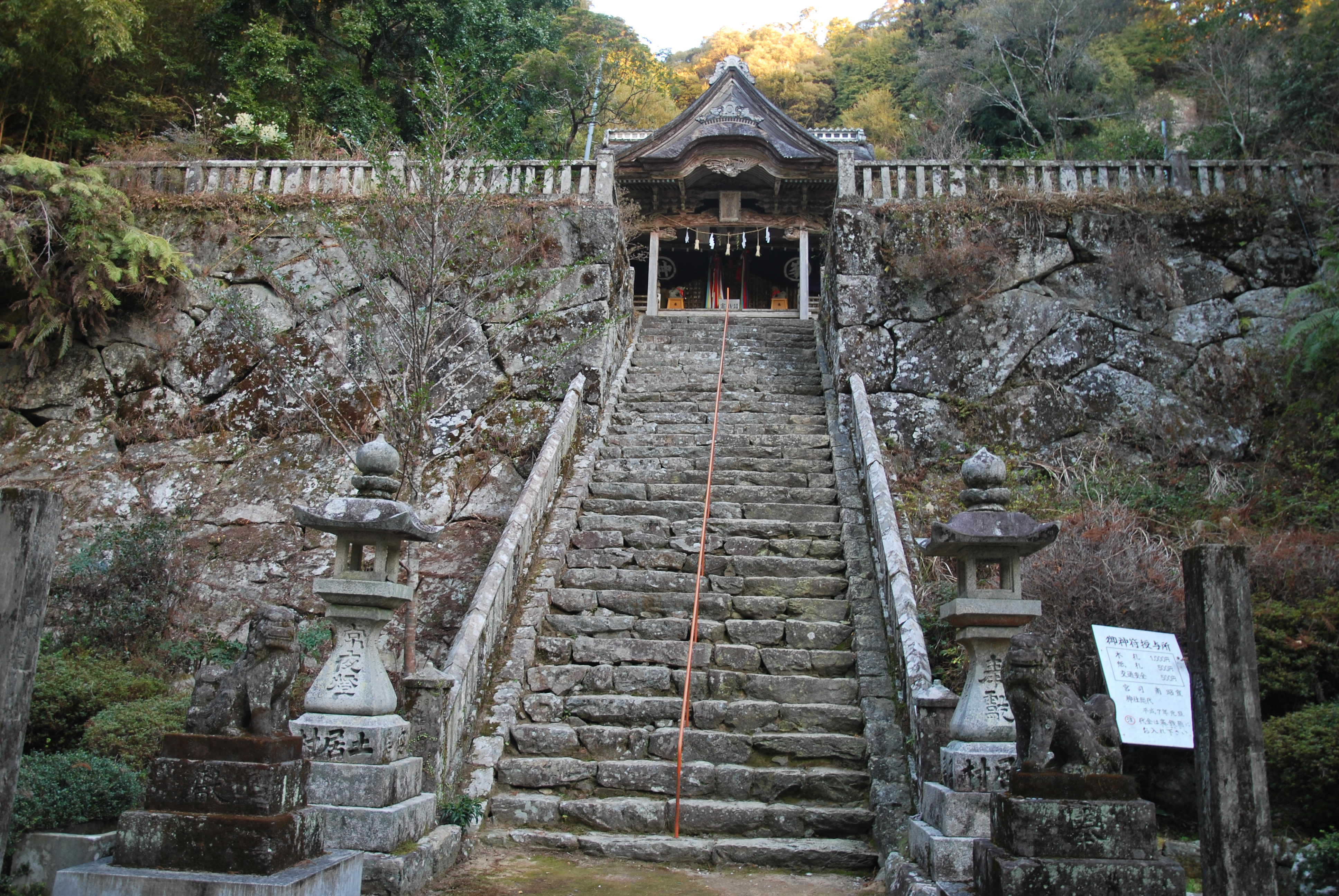
Храм Каміміне